# TVR 280i
La TVR Tasmin 280i, connue aussi sous le nom "280i", est une voiture de sport produite par la firme TVR entre 1980 et 1988.

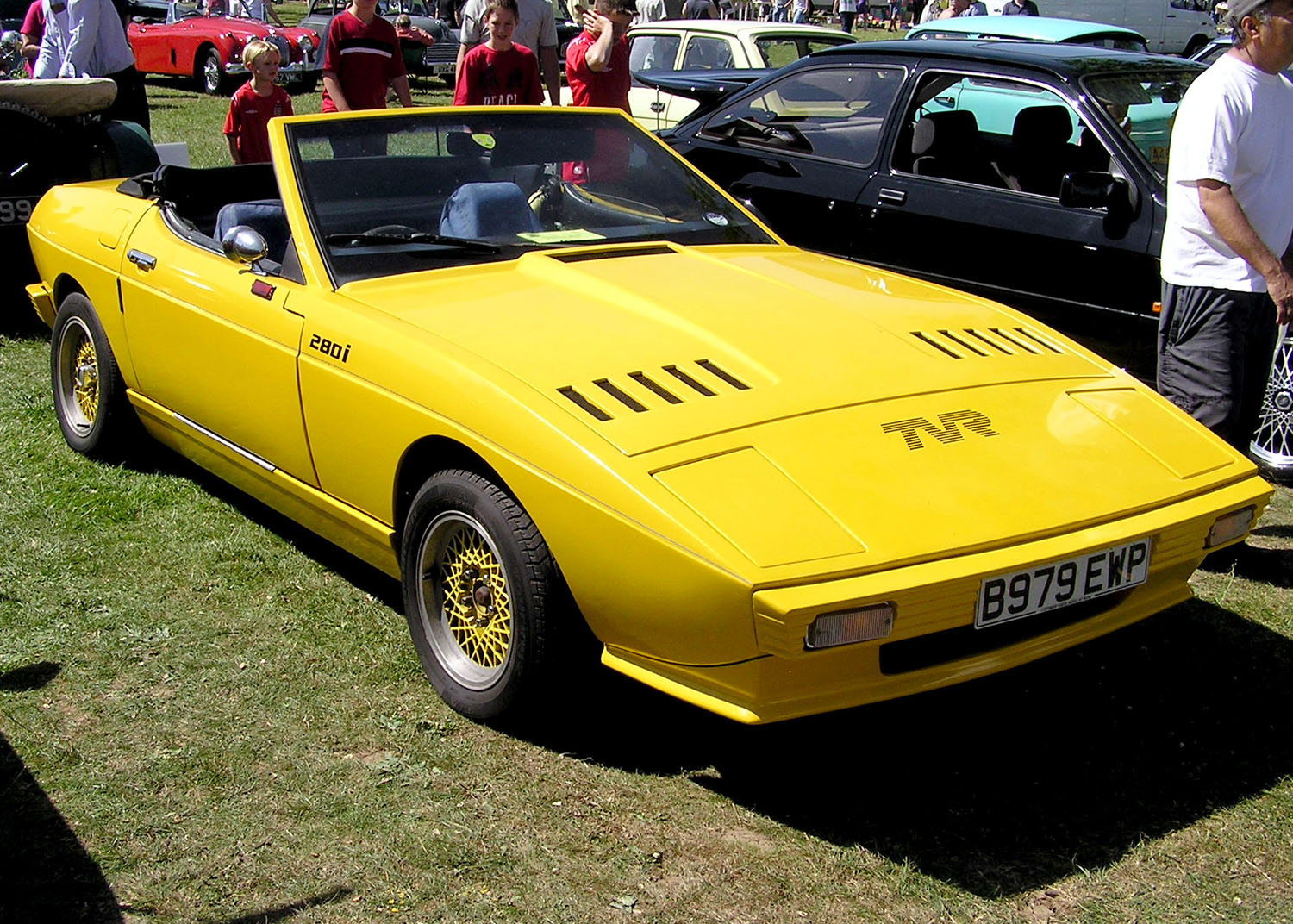
TVR Tasmin 280i

## Développement
La TVR 280i dispose d'un châssis tubulaire en acier. Sur celui-ci, le constructeur a monté des suspensions de Ford Cortina améliorées, ainsi que la direction de ce même modèle. Le différentiel est celui de la Jaguar XJ-S et le groupe motopropulseur est issu de Ford, tout comme les freins, avec des disques à l'avant utilisés sur les Ford Granada. Le reste est entièrement construit par TVR, à commencer par la carrosserie en fibre de verre.

## Caractéristiques techniques
La Tasmin 280i se caractérise par l'utilisation du moteur Cologne V6 2.8 litres, notamment utilisé sur les Ford Capri. Ce moteur, à soupapes en tête, possède un arbre à cames central entraîné par une cascade de pignons. Il utilise un vilebrequin à quatre paliers et possède un rapport volumétrique de 9.2:1. L'alimentation en essence est effectuée grâce à un système d'injection Bosch K-Jetronic. La puissance est de 160 ch à 5 700 tr/min, pour un couple de 220 N m à 4 300 tr/min. Sur les séries II, la puissance est abaissée à 145 ch et le couple inchangé.
Entre 1980 et 1983, la 280i possède une boîte manuelle à quatre vitesses et une boîte automatique à trois vitesses. Elle est la première TVR à offrir ce système en option. À partir de 1983, la boîte quatre vitesses est remplacée par une cinq vitesses plus moderne.
La suspension utilise une triangulation avec des ressorts hélicoïdaux et barre anti-roulis à l'avant et une suspension à bras tirés à l'arrière avec une barre anti-roulis. Les freins sont à disques à l'avant comme à l'arrière, avec des dimensions respectivement de 269 et 277 mm. La direction utilise une crémaillère issue de la Ford Cortina. Les pneus sont des 205/60 VR14. Selon les versions, la voiture pèse entre 1150 et 1200 kg.

## Versions
La 280i a été proposée tout d'abord en version coupé. La même année, la version cabriolet, à toit rétractable logeable dans le coffre, est lancée. Pour compenser l'absence de toit, les portes ont été modifiées. D'autres modifications apportées sur la voiture entraînent un surpoids de 50 kg par rapport au coupé.
En 1981, une version 2+2 est lancée mais, rencontrant peu de succès, est supprimée en 1985. On estime que 50 exemplaires de la 2+2 ont été produits. Au total, 1197 280i ont été assemblées, dont 125 pour les États-Unis. C'est la dernière voiture à être exportée officiellement dans ce pays.

## Performances
La 280i atteint la vitesse de pointe de 210 km/h et accélère de 0 à 100 en 9 secondes (7,5 pour la version 160 ch). La consommation est de 10,7 litres aux 100 km en conduite mixte.